# Cokato (Minnesota)
Cokato es una ciudad ubicada en el condado de Wright en el estado estadounidense de Minnesota. En el Censo de 2010 tenía una población de 2694 habitantes y una densidad poblacional de 668,48 personas por km².

## Geografía
Cokato se encuentra ubicada en las coordenadas 45°4′36″N 94°11′15″O / 45.07667, -94.18750. Según la Oficina del Censo de los Estados Unidos, Cokato tiene una superficie total de 4.03 km², de la cual 4.03 km² corresponden a tierra firme y (0%) 0 km² es agua.

## Demografía
Según el censo de 2010, había 2694 personas residiendo en Cokato. La densidad de población era de 668,48 hab./km². De los 2694 habitantes, Cokato estaba compuesto por el 95.03% blancos, el 0.3% eran afroamericanos, el 0.48% eran amerindios, el 0.48% eran asiáticos, el 0.04% eran isleños del Pacífico, el 2.26% eran de otras razas y el 1.41% pertenecían a dos o más razas. Del total de la población el 4.31% eran hispanos o latinos de cualquier raza.